# Freyre (Argentina)
Freyre é um município da província de Córdova, na Argentina.